# ジャン＝ピエール・ジュネ
ジャン＝ピエール・ジュネ（フランス語: Jean-Pierre Jeunet、1953年9月3日 - ）は、フランスの映画監督、脚本家。

## 来歴
友人の映画監督マルク・キャロと組んで「ジュネ&キャロ」として短編映画などを手掛け、10分間の短編アニメ『回転木馬』は第6回（1980年度）セザール賞の短編（アニメーション）賞に輝いた。
単独で監督した1989年の短編映画『僕の好きなこと、嫌いなこと』ではドミニク・ピノンを起用し、この作品で第16回（1990年度）セザール賞の短編（劇映画）賞を受賞した。
1991年にはキャロと共同で長編映画『デリカテッセン』を監督。核戦争後のパリの肉屋を舞台とした騒動をドミニク・ピノン主演でブラックユーモアたっぷりに描き、フランスで大ヒット。第17回（1991年度）セザール賞で、ジュネはキャロらと脚本賞と新人監督作品賞を受賞し、この作品は全部で4部門受賞した。
1995年にはキャロと共同で『ロスト・チルドレン』を発表し、ロン・パールマンを主演に起用した。第21回（1995年度）セザール賞にこの作品は3部門ノミネートし、そのうち美術賞を受賞した。
1997年、『エイリアン4』の監督に起用され、ハリウッドデビューとなり、これが初めての続編ものとなる。
その後フランスへ戻り、2001年に『アメリ』を発表し、オドレイ・トトゥ主演のこの作品は世界的なヒットとなる。日本でも映画に登場するデザートのクレームブリュレが流行するなど社会現象となった。第27回（2001年度）セザール賞で、ジュネは作品賞と監督賞を受賞し、この作品は全部で4部門受賞した。また、第74回（2001年度）アカデミー賞では、ジュネは脚本賞にノミネートされ、この作品は全部で5部門ノミネートされた。
2004年に再びオドレイ・トトゥ主演で『ロング・エンゲージメント』を発表。第30回（2004年度）セザール賞で、ジュネは作品・監督・脚本でノミネートし、この作品は全部で5部門受賞した。また、第77回（2004年度）アカデミー賞では、撮影賞と美術賞にノミネートされた。
2009年にダニー・ブーン主演の『ミックマック』を発表。日本では、フランス映画祭2010でオープニング作品として上映され、2010年9月に公開された。
ジュネの作品の特徴は、独特の世界観とブラックユーモアである。また全作品に出演している常連・ドミニク・ピノンをはじめ、オドレイ・トトゥ、ロン・パールマン、ヨランド・モロー、アンドレ・デュソリエなど個性派俳優が多数出演し、作品世界を独特なものにしている。

## フィルモグラフィ

### 長編映画

#### 劇場公開映画
| 年   | 題名                                                     | 役割       | 備考                           |
| ---- | -------------------------------------------------------- | ---------- | ------------------------------ |
| 1991 | デリカテッセン Delicatessen                              | 監督・脚本 | マルク・キャロと共同監督・脚本 |
| 1995 | ロスト・チルドレン La Cité des enfants perdus            | 監督・脚本 | マルク・キャロと共同監督・脚本 |
| 1998 | エイリアン4 Alien: Resurrection                          | 監督       |                                |
| 1998 | エイリアン4 完全版 Alien: Resurrection                   | 監督       |                                |
| 2001 | アメリ Ameri                                             | 監督・脚本 |                                |
| 2001 | アメリ デジタルリマスター版 Amelie                       | 監督・脚本 |                                |
| 2004 | ロング・エンゲージメント Un Long Dimanche De Fiançailles | 監督・脚本 |                                |
| 2009 | ミックマック Micmacs                                     | 監督・脚本 |                                |
| 2012 | メリエスの素晴らしき映画魔術 Le Voyage Extraordinaire    | 出演       | ドキュメンタリー映画           |
| 2013 | 天才スピヴェット The Young and Prodigious T.S. Spivet    | 監督・脚本 |                                |
| TBA  | Changer l'eau des fleurs                                 | 監督       |                                |

#### WEB配信映画
| 年   | 題名                | 役割       | 配信局  |
| ---- | ------------------- | ---------- | ------- |
| 2022 | ビッグバッグ Bigbug | 監督・脚本 | Netflix |

### 短編映画
| 年   | 題名                                                      | 役割             | 備考                           |
| ---- | --------------------------------------------------------- | ---------------- | ------------------------------ |
| 1980 | 回転木馬 Le Manège                                        | 監督・脚本       | マルク・キャロと共同監督・脚本 |
| 1981 | 最後の突風の砦 Le Bunker de la dernière rafale            | 監督・脚本・出演 | マルク・キャロと共同監督・脚本 |
| 1983 | ビリー・ブラッコに休息なし Pas de repos pour Billy Brakko | 監督・脚本・出演 |                                |
| 1989 | 僕の好きなこと、嫌いなこと Foutaises                      | 監督・脚本       |                                |